# Episodul 8 (Twin Peaks)
Episodul 8, cunoscut și sub denumirea de „May the Giant Be with You”, este primul episod al celui de-al doilea sezon al serialului de televiziune american Twin Peaks. Acesta este regizat de David Lynch în baza unui scenariu redactat de Lynch și Mark Frost⁠(d). În rolurile principale apar Kyle MacLachlan, Michael Ontkean, Ray Wise și Richard Beyme, iar în cele secundare apar Grace Zabriskie (Sarah Palmer), Chris Mulkey (Hank Jennings), Miguel Ferrer (Albert Rosenfield), Don S. Davis⁠(d) (maiorul Garland Briggs) și Victoria Catlin⁠(d) (Blackie O'Reilly).
Twin Peaks urmărește investigarea unui caz de crimă - uciderea liceenei Laura Palmer (Sheryl Lee⁠(d)) - în mica așezare rurală din statul Washington. În acest episod, agentul special al Biroului Federal de Investigații (FBI) Dale Cooper (MacLachlan) este vizitat de Uriaș⁠(d) după ce este împușcat de un necunoscut. După ce acesta îi oferă câteva indicii și starea sa se ameliorează, Cooper, șeriful Truman (Ontkean) și agentul special FBI Albert Rosenfield (Ferrer) continuă să ancheteze cazul pornind de la indiciile Uriașului. Locuitorii orașului Twin Peaks sunt afectați de incendierea Packard Sawmill, în care numeroase persoane au fost rănite și altele au fost declarate dispărute, de tentativa de omor în cazul lui Leo Johnson (Eric Da Re⁠(d)), de uciderea lui Jacques Renault (Walter Olkewicz⁠(d)) și de tentativa de suicid a lui Nadine Hurley (Wendy Robie⁠(d)).
Episodul 8 a fost difuzat în 30 septembrie 1990 pe canalul American Broadcasting Company (ABC) și a fost urmărit în peste 19.1 milioane de locuințe din Statele Unite, aproximativ 20% din publicul disponibil. A primit recenzii cu precădere pozitive din partea criticilor.

## Intriga

### Context
Micul oraș Twin Peaks, Washington, este șocat de uciderea liceenei Laura Palmer (Sheryl Lee) și de tentativa de omor asupra colegei sale Ronette Pulaski (Phoebe Augustine⁠(d)). Agentul special FBI Dale Cooper (Kyle MacLachlan) sosește în oraș pentru a investiga cazul. În timpul anchetei, Cooper este împușcat în camera sa de hotel de un necunoscut, iar Audrey Horne (Sherilyn Fenn) începe să activeze sub acoperire la One Eyed Jacks, bordel și cazinou situat la granița dintre Canada și Statele Unite, pentru a strânge informații. În Twin Peaks, Leo Johnson (Eric Da Re) a fost împușcat de Hank Jennings (Chris Mulkey), Jacques Renault (Walter Olkewicz) a fost ucis de Leland Palmer (Ray Wise), iar fabrica de cherestea a fost incendiată.

### Evenimente
Dale Cooper stă întins pe podeaua camerei sale de hotel după ce a fost împușcat în stomac. În același timp, vocea adjunctului Andy Brennan se aude la telefon. Chelnerul (Hank Worden) intră în camera lui Cooper, pune un pahar cu lapte cal pe masă, închide telefonul și nu înțelege cererea agentului de a chema un medic. Iese din cameră, dar intră înapoi de doi ori și de fiecare dată îi arată thumbs up⁠(d). În următoarea scenă, o figură semitransparentă intră în cameră și Uriașul (Carel Struycken) se ivește deasupra trupului său. Acesta îi spune lui Cooper trei lucruri: „există un bărbat într-o pungă zâmbitoare”, „bufnițele nu sunt ceea ce par” și „fără chimicale, el indică”. Îi cere agentului inelul său și îi spune că i-l va înapoia când va descoperi semnificația indiciilor sale. Uriașul dispare după ce îi oferă un al patrulea indiciu: „Leo întemnițat într-un cal flămând, există un indiciu în locuința lui Leo”. După plecarea sa, Cooper înregistrează un mesaj pe magnetofonul său pentru Diane, dezvăluindu-și dorințele de muribund. În timpul discuției, șeriful Truman (Michael Ontkean), adjunctul Hawk (Michael Horse) și adjunctul Brennan intră în camera lui Cooper înarmați și îl transportă la spital.
Cooper se trezește în spital și află de uciderea lui Jacques Renault, de tentativa de omor asupra traficantului Leo Johnson și de incendiul de la Packard Sawmill. Își revine și pleacă împreună cu Truman, Brennan și Hawk la casa lui Leo pentru a căuta noi indicii. Hawk descoperă o pătură stropită cu benzină, iar Truman concluzionează că Leo este vinovat pentru incendiul de la fabrica de cherestea. Agentul Albert Rosenfield (Miguel Ferrer) sosește la fața locului, iar în următorul moment Brennan calcă pe o scândură slăbită și observă sub această o cantitate enormă de cocaină.
Între timp, Audrey Horne lucrează sub acoperire la One Eyed Jacks și realizează că tatăl său, Ben Horne (Richard Beymer), este proprietarul cazionului. Audrey utilizează o mască pentru a nu fi identificată și este cât pe-aci să întrețină relații sexuale cu propriul tată, însă acesta este chemat de fratele său Jerry (David Patrick Kelly⁠(d)) în ultima clipa. În casa familiei Palmer, Madeline „Maddy” Ferguson (Lee) îi povestește mătușii Sarah (Grace Zabriskie) un vis pe care l-a avut. Leland intră în cameră cântând melodia „Mairzy Doats⁠(d)”, iar ambele femei privesc șocate cum părul său a devenit alb peste noapte. Sarah părăsește camera și Maddy are o halucinație în care vede sânge prelingându-se pe covorul sufrageriei. Mai târziu, Maddy o întâlnește pe Donna Hayward (Lara Flynn Boyle) la Double R Diner și îi povestește despre părul lui Leland și despre starea sa de spirit optimistă. Donna primește o scrisoare anonimă de la Norma Jennings (Peggy Lipton) prin care i se cere să verifice programul Meals on Wheels.
La departamentului șerifului din Twin Peaks, adjunctul Brennan descoperă răspunsul la unul dintre indiciile oferite de Uriaș, și anume că Leo a fost întemnițat într-o închisoare intitulată Hungry Horse (în română Cal flămând) din Montana în noaptea în care Theresa Banks - fata ucisă de BOB cu un an înaintea Laurei Palmer - a fost ucisă. Iubitul secret al Laurei, James Hurley (James Marshall⁠(d)), îi oferă șerifului Truman o casetă care conține o conversație între Laura și medicul Jacoby (Russ Tamblyn). La spital, Cooper și Truman îl interoghează pe medic despre uciderea lui Laura și despre Jacques Renault. În tot acest timp, Cooper observă sacul mortuar⁠(d) al lui Jacques, care pare să zâmbească, oferind astfel încă un răspuns la indiciile Uriașului. Bobby Briggs (Dana Ashbrook⁠(d)) o vizitează pe Shelly Johnson (Mädchen Amick⁠(d)) la spital, iar mai târziu își întâlnește tatăl, maiorul Garland Briggs, în restaurant. Acesta îi povestește despre o halucinație, fapt care-l impresionează pe Bobby până la lacrimi. Șeriful Truman îl vizitează pe Pete Martell (Jack Nance) și discută despre dispariția lui Josie Packard (Joan Chen) în incendiul de la fabrică. Ben și Jerry Horne îl chestionează pe Hank Jennings despre împușcarea lui Leo. La One Eyed Jacks, Blackie O'Reilly, managerul bordelului/cazinoului, o ceartă pe Audrey Horne, deoarece a refuzat să întrețină relații sexuale cu proprietarul. În timpul unei mese la casa familiei Hayward, Leland Palmer cântă și se prăbușește brusc.
Mai târziu în acea noapte, Cooper este vizitat din nou de Uriaș. Acesta îi cere să nu caute toate răspunsurile la indiciile sale în același timp și că „o cale ia naștere piatră cu piatră”. Acesta îi mai atrage atenția asupra faptului că „o persoană l-a văzut pe al treilea bărbat” și că agentul îl cunoaște pe acesta. Își încheie vizita spunându-i acestuia că a uitat ceva și aruncă o sferă luminoasă asupra sa. La spital, Ronette Pulaski suferă un spasm și are flashbackuri despre uciderea lui Palmer de către BOB.